# Concours Eurovision de la chanson 2002
A Modern Fairytale
- Pays participants
- Pays relégués ne pouvant pas participer
- Autres pays ayant participé dans le passé

Copenhague 2001 Riga 2003
Le Concours Eurovision de la chanson 2002 fut la quarante-septième édition du concours. Il se déroula le samedi 25 mai 2002, à Tallinn, en Estonie. Il fut remporté par la Lettonie, avec la chanson I Wanna, interprétée par Marie N. Malte termina deuxième ; l'Estonie, pays hôte, et le Royaume-Uni terminèrent troisièmes ex æquo.

## Organisation
L'Estonie, qui avait remporté l'édition 2001, se chargea de l’organisation de l’édition 2002.
La télévision publique estonienne rencontra initialement quelques difficultés financières. Celles-ci furent résolues lorsque le gouvernement estonien lui augmenta son budget. En outre, les télévisions publiques suédoise et finlandaise lui apportèrent une aide technique et matérielle supplémentaire.

## Pays participants
Vingt-quatre pays participèrent à la finale du quarante-septième concours.
Six pays furent relégués : l'Islande, l'Irlande, la Norvège, les Pays-Bas, la Pologne et le Portugal.
Sept pays firent leur retour : l’Autriche, la Belgique, Chypre, la Finlande, la Macédoine, la Roumanie et la Suisse .
Initialement, seuls vingt-deux pays devaient prendre part au concours. Mais l'UER décida, à un stade ultérieur, de sauver deux pays supplémentaires de la relégation et leur permettre de concourir. La vingt-troisième place fut ainsi offerte à Israël, qui l'accepta immédiatement. La vingt-quatrième place, quant à elle, devait revenir au Portugal, qui la déclina pour raisons financières. Elle échut finalement à la Lettonie.

## Format

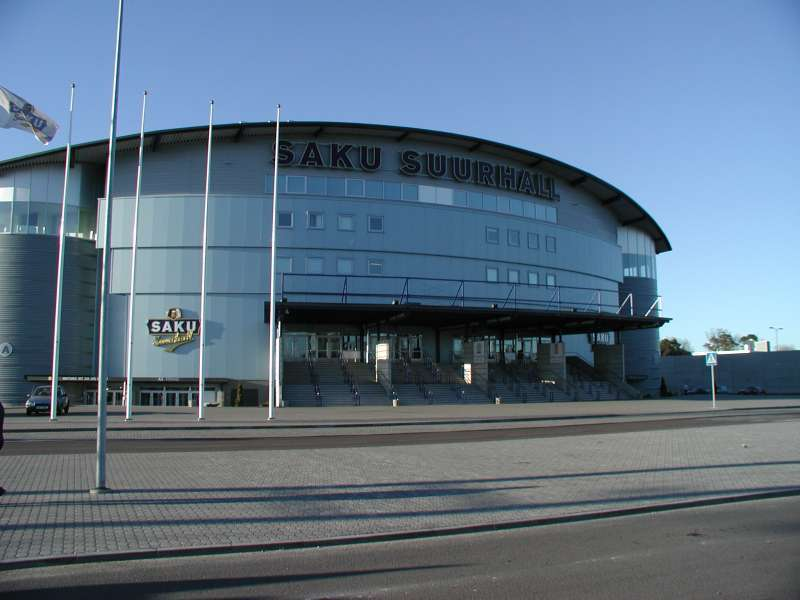
Le Saku Suurhall, à Tallinn.

Le Concours eut lieu au Saku Suurhall, salle omnisports située à Tallinn et inaugurée quelques mois auparavant. Il s’agit de la plus vaste salle couverte des trois républiques baltes.
La scène se composait d’un podium à plusieurs degrés, qui se prolongeait dans le public par une avancée courbe. Le décor se composait de sept écrans mobiles. Enfin, de part et d’autre de la scène, étaient placés deux écrans géants.
Le programme dura près de trois heures.

## Thème
Pour la toute première fois, les organisateurs décidèrent de donner un thème particulier au concours, afin de créer un spectacle cohérent dans son ensemble. Ce thème fut repris dans le logo, le décor, les cartes postales et même les habits des présentateurs. Comme l'explicitait le slogan, ce thème fut : « A Modern Fairytale » (« Un conte de fées moderne »). Il s’agissait d’une référence à la victoire surprise du pays au concours, l’année précédente.
Le logo représentait douze ronds de couleurs différentes, assemblés pour former un « e ». Cette lettre évoquait à la fois l'Europe, l'Estonie et l'Eurovision.

## Présentateurs
Les présentateurs de la soirée furent la cantatrice Annely Peebo et l’acteur Marko Matvere. Ils s’exprimèrent en anglais et en français, ajoutant au passage quelques mots d’estonien.

## Ouverture
L’ouverture du concours débuta par une courte vidéo, lancée de ces mots : « Once upon a time in a land far far away... » L’Estonie contemporaine y fut présentée en quelques vues touristiques, la dernière montrant le Saku Suurhall.
La caméra dévoila la scène sur laquelle Tanel Padar et Dave Benton interprétaient Everybody, la chanson gagnante de l’année précédente. Au terme de leur prestation, les écrans mobiles s’écartèrent, ouvrant la voie à Annely Peebo et Marko Matvere. Ils firent les présentations d’usage, puis furent mis en communication satellite avec Tallinn, Londres, Hambourg et Grenade. Ils conclurent en remerciant le Danemark pour avoir organisé le concours en 2001.

## Cartes postales
Les cartes postales étaient des vidéos et des dessins animés transposant un conte ou une légende célèbre dans l’Estonie contemporaine.
Pour la toute première fois, le numéro d'ordre de passage à côté du nom du pays fut affiché à l’écran, par surimpression, durant l’intégralité de la prestation.
| Chypre                             | Royaume-Uni                | Autriche              | Grèce              | Espagne                               | Croatie            |
| ---------------------------------- | -------------------------- | --------------------- | ------------------ | ------------------------------------- | ------------------ |
| - Aladin                           | - Le Vilain Petit Canard   | - Les Trois Ours      | - Hansel et Gretel | - Frankenstein                        | - Les Trois Frères |
| Russie                             | Estonie                    | Macédoine             | Israël             | Suisse                                | Suède              |
| - Le Poisson Rouge                 | - La Belle au bois dormant | - La Princesse Perdue | - Poucette         | - Cendrillon                          | - Le Tapis Magique |
| Finlande                           | Danemark                   | Bosnie-Herzégovine    | Belgique           | France                                | Allemagne          |
| - Les Trois Petits Cochons         | - La Petite Sirène         | - Le Roi Grenouille   | - Barbe-Bleue      | - La Princesse qui ne souriait jamais | - Pinocchio        |
| Turquie                            | Malte                      | Roumanie              | Slovénie           | Lettonie                              | Lituanie           |
| - Ali Baba et les Quarante Voleurs | - La Belle et la Bête      | - Le Joueur de Flûte  | - Blanche-Neige    | - Le Petit Chaperon rouge             | - Le Chat botté    |

## Chansons
Vingt-quatre chansons concoururent pour la victoire.
Avant la finale, les chansons estonienne, suédoise et allemande étaient données favorites. Mais elles ne terminèrent respectivement que troisième, huitième et vingt-et-unième du classement général.
La représentante espagnole, Rosa, avait été choisie par les téléspectateurs de son pays, au terme d’une émission de téléréalité intitulée Operación Triunfo. Les chiffres d’audience avaient dépassé tous les records et Rosa était devenue une héroïne nationale. Pour sa prestation au concours, elle se fit accompagner sur scène par ses cinq concurrents malheureux.
Le numéro de la représentante lettone et future gagnante, Marie N, fut particulièrement remarqué et contribua de beaucoup à sa victoire. Elle débuta sa chanson, habillée d’une chemise noire, d’un chapeau et d’un costume blanc, avec une fleur rouge à la boutonnière. Elle entama un pas de deux avec une de ses choristes qui lui enleva son chapeau. Ses danseurs entreprirent ensuite de lui ôter ses vêtements un par un. Elle apparut alors, moulée dans une courte robe rouge. Le dernier mouvement des danseurs fut d’abaisser l’ourlet de cette robe jusqu’à ses chevilles.
La finale nationale lituanienne avait été remportée par le groupe B'Avarija avec leur chanson We All. Celle-ci fut cependant disqualifiée, ayant déjà été publiée antérieurement. Ce fut donc la chanson qui était arrivée en deuxième position, Happy You par Aivaras, qui représenta le pays au concours.

## Incidents
Lors du passage sur scène des représentants chypriotes, le groupe ONE, une erreur de la production survint. Alors que la caméra faisait un plan sur le leader du groupe, Constantínos Christofórou, le lancement de la deuxième carte postale surgit à l'écran. Par une coïncidence fatale, il s'agissait justement du «Vilain Petit Canard ».
Lors de son entrée en scène, la représentante estonienne, Sahlene, se trompa de micro et prit celui d'une de ses choristes. Cette dernière se fit donc entendre bien plus que prévu.

## Controverses
Lors du passage sur scène de la représentante israélienne, Sarit Hadad, certains commentateurs furent accusés d'avoir recommandé aux téléspectateurs de ne pas voter pour elle. Cet appel au boycott aurait été lié à la situation politique au Proche-Orient et l’Opération Rempart. Il s'agissait en réalité d'une mauvaise interprétation de leurs propos. Le commentateur belge, Jean-Pierre Hautier, se retrouva ainsi pris dans la controverse. Pour le disculper, la télévision publique belge francophone dut fournir les enregistrements de la retransmission au ministère belge des affaires étrangères.
Les représentants slovènes étaient un acte travesti composé de trois hommes déguisés en hôtesses de l’air. Sestre (Sœurs en slovène) avait causé scandale dans leur pays en remportant la finale nationale. L’opinion publique slovène s’était émue de l’image que le groupe renverrait aux autres participants européens. Des activistes organisèrent plusieurs démonstrations dans les rues de Ljubljana et le parlement slovène se saisit même de la question.

## Pause commerciale
Durant la pause commerciale, Annely Peebo et Marko Matvere interprétèrent un duo intitulé « A Little Story In The Music », dans lequel ils se déclaraient leur amour. Leur numéro fut entrecoupé de courtes vidéos les mettant en scène dans des situations romantiques.

## Entracte
Le spectacle d'entracte fut un ballet contemporain, chanté et dansé, évoquant l’histoire de l'Estonie et intitulé Rebirth. Chorégraphié par Teet Kask, le ballet fut interprété par la compagnie de danse Runo et le chœur d'enfants de la télévision publique estonienne.

## Green room
Durant le vote, la caméra fit systématiquement un plan sur les participants qui recevaient "douze points". Apparurent ainsi à l'écran Ira Losco, Jessica Garlick, le groupe ONE, Monica Anghel, Marcel Pavel, Rosa López, Sahlene, Sandrine François, Afro-dite, Manuel Ortega, Karolina Gočeva et Vesna Pisarović.

## Vote
Dans douze pays, les téléspectateurs votèrent par téléphone pour leurs chansons préférées. Les votes ainsi exprimés furent agrégés en 1, 2, 3, 4, 5, 6, 7, 8, 10 et 12 points. Pour la toute première fois, les téléspectateurs purent également voter par SMS.
Dans cinq pays, (la Bosnie-Herzégovine, la Macédoine, la Roumanie, la Russie et la Turquie), le vote fut décidé par un jury, qui attribua 1, 2, 3, 4, 5, 6, 7, 8, 10 et 12 points à ses dix chansons préférées.
Enfin, dans sept autres pays, (Chypre, la Croatie, l'Espagne, la Grèce, la Lituanie, Malte et la Slovénie), le vote fut décidé par une combinaison entre jury et télévote.
Chaque pays fut contacté par satellite, selon l'ordre de passage des participants. Les points furent énoncés dans l’ordre ascendant, de un à douze.
Le superviseur délégué sur place par l'UER fut Christine Marchal-Ortiz.
La porte-parole israélienne fit brièvement allusion à la situation politique de son pays : « Here, from Jerusalem, the capital of Israel, the city upon which the eyes of the world are set, now more than ever, in hope for peace and prosperity, we would like to thank you for a beautiful show. »
Le vote se résuma à un duel entre Malte et la Lettonie, qui ne fut tranché que par le vote du dernier pays, la Lituanie. Celui-ci attribua en effet "trois points" à Malte et "douze points" à la Lettonie.

## Résultats
Ce fut la première victoire de la Lettonie au concours. Ce fut la seule et unique fois de l'histoire du concours qu'un pays initialement relégué remporta la victoire.
Marie N reçut son trophée des mains de Tanel Padar et Dave Benton.
| Ordre | Pays               | Artiste(s)                   | Chanson                                              | Langue(s)         | Place | Points |
| ----- | ------------------ | ---------------------------- | ---------------------------------------------------- | ----------------- | ----- | ------ |
| 01    | Chypre             | ONE                          | Gimme                                                | Anglais           | 6     | 85     |
| 02    | Royaume-Uni        | Jessica Garlick              | Come Back                                            | Anglais           | 3     | 111    |
| 03    | Autriche           | Manuel Ortega                | Say a Word                                           | Anglais           | 18    | 26     |
| 04    | Grèce              | Michalis Rakintzis           | S.A.G.A.P.O.                                         | Anglais           | 17    | 27     |
| 05    | Espagne            | Rosa                         | Europe's Living a Celebration                        | Espagnol, anglais | 7     | 81     |
| 06    | Croatie            | Vesna Pisarović              | Everything I Want                                    | Anglais           | 11    | 44     |
| 07    | Russie             | Prime Minister               | Northern Girl                                        | Anglais           | 10    | 55     |
| 08    | Estonie H T        | Sahlene                      | Runaway                                              | Anglais           | 3     | 111    |
| 09    | Macédoine          | Karolina Gočeva              | Od nas zavisi (Од нас зависи)                        | Macédonien        | 19    | 25     |
| 10    | Israël             | Sarit Hadad                  | Light a Candle (Nadlik beyachad ner) (נדליק ביחד נר) | Hébreu, anglais   | 12    | 37     |
| 11    | Suisse             | Francine Jordi               | Dans le jardin de mon âme                            | Français          | 22    | 15     |
| 12    | Suède              | Afro-dite                    | Never Let It Go                                      | Anglais           | 8     | 72     |
| 13    | Finlande           | Laura Voutilainen            | Addicted to You                                      | Anglais           | 20    | 24     |
| 14    | Danemark           | Malene                       | Tell Me Who You Are                                  | Anglais           | 24    | 7      |
| 15    | Bosnie-Herzégovine | Maja Tatić                   | Na jastuku za dvoje                                  | Bosnien, anglais  | 13    | 33     |
| 16    | Belgique           | Sergio & The Ladies          | Sister                                               | Anglais           | 13    | 33     |
| 17    | France             | Sandrine François            | Il faut du temps                                     | Français          | 5     | 104    |
| 18    | Allemagne          | Corinna May                  | I Can't Live Without Music                           | Anglais           | 21    | 17     |
| 19    | Turquie            | Buket Bengisu & Group Safir  | Leylaklar soldu kalbinde                             | Turc, anglais     | 16    | 29     |
| 20    | Malte              | Ira Losco                    | 7th Wonder                                           | Anglais           | 2     | 164    |
| 21    | Roumanie           | Monica Anghel & Marcel Pavel | Tell Me Why                                          | Anglais           | 9     | 71     |
| 22    | Slovénie           | Sestre                       | Samo ljubezen                                        | Slovène           | 13    | 33     |
| 23    | Lettonie           | Marie N                      | I Wanna                                              | Anglais           | 1     | 176    |
| 24    | Lituanie           | Aivaras                      | Happy You                                            | Anglais           | 23    | 12     |

## Anciens participants
| Artiste                                   | Pays     | Année(s) précédente(s) |
| ----------------------------------------- | -------- | ---------------------- |
| Monica Anghel                             | Roumanie | 1996 (présélection)    |
| Constantínos Christofórou (membre de ONE) | Chypre   | 1996                   |

## Tableau des votes
| Drapeau de Chypre | Drapeau du Royaume-Uni                            | Drapeau de l'Autriche | Drapeau de la Grèce | Drapeau de l'Espagne | Drapeau de la Croatie | Drapeau de la Russie | Drapeau de l'Estonie | Drapeau de la Macédoine du Nord | Drapeau d’Israël | Drapeau de la Suisse | Drapeau de la Suède | Drapeau de la Finlande | Drapeau du Danemark | Drapeau de la Bosnie-Herzégovine | Drapeau de la Belgique | Drapeau de la France | Drapeau de l'Allemagne | Drapeau de la Turquie | Drapeau de Malte | Drapeau de la Roumanie | Drapeau de la Slovénie | Drapeau de la Lettonie | Drapeau de la Lituanie | Total |    |     |
| Pays              | Chypre                                            |                       | 3                   | –                    | 12                    | 6                    | 10                   | 6                               | 4                | –                    | –                   | –                      | 1                   | 4                                | –                      | –                    | 3                      | –                     | –                | –                      | 12                     | 8                      | 4                      | 8     | 4  | 85  |
| Pays              | Royaume-Uni                                       | –                     |                     | 12                   | 7                     | –                    | –                    | –                               | 6                | 4                    | 5                   | 6                      | 2                   | 8                                | 6                      | 7                    | 6                      | 1                     | 8                | 2                      | 10                     | –                      | 8                      | 5     | 8  | 111 |
| Pays              | Autriche                                          | 1                     | –                   |                      | –                     | –                    | –                    | 1                               | –                | –                    | –                   | 7                      | –                   | –                                | –                      | –                    | 5                      | –                     | –                | 12                     | –                      | –                      | –                      | –     | –  | 26  |
| Pays              | Grèce                                             | 12                    | –                   | –                    |                       | –                    | 1                    | 8                               | –                | –                    | –                   | –                      | –                   | –                                | –                      | –                    | –                      | –                     | –                | –                      | –                      | 6                      | –                      | –     | –  | 27  |
| Pays              | Espagne                                           | 7                     | 2                   | –                    | 4                     |                      | 6                    | –                               | –                | –                    | 6                   | 12                     | 7                   | –                                | –                      | 6                    | 12                     | 12                    | 7                | –                      | –                      | –                      | –                      | –     | –  | 81  |
| Pays              | Croatie                                           | 6                     | –                   | 6                    | 5                     | –                    |                      | –                               | –                | 5                    | –                   | 5                      | –                   | –                                | –                      | 2                    | –                      | –                     | 3                | –                      | –                      | –                      | 12                     | –     | –  | 44  |
| Pays              | Russie                                            | 5                     | –                   | –                    | 2                     | –                    | –                    |                                 | 10               | –                    | 1                   | –                      | –                   | 3                                | –                      | –                    | –                      | –                     | –                | –                      | 8                      | 10                     | –                      | 10    | 6  | 55  |
| Pays              | Estonie                                           | –                     | 7                   | 3                    | –                     | –                    | 5                    | 3                               |                  | 6                    | 2                   | –                      | 12                  | 10                               | 8                      | 10                   | 4                      | –                     | 4                | 8                      | 2                      | 2                      | 6                      | 12    | 7  | 111 |
| Pays              | Macédoine                                         | 3                     | –                   | –                    | –                     | –                    | 4                    | –                               | –                |                      | –                   | –                      | –                   | 1                                | –                      | –                    | –                      | –                     | –                | –                      | 5                      | 12                     | –                      | –     | –  | 25  |
| Pays              | Israël                                            | –                     | 5                   | –                    | –                     | –                    | –                    | –                               | –                | –                    |                     | 1                      | –                   | 5                                | 1                      | –                    | 2                      | 10                    | 5                | –                      | –                      | 5                      | –                      | 3     | –  | 37  |
| Pays              | Suisse                                            | –                     | –                   | 5                    | –                     | –                    | –                    | –                               | –                | –                    | –                   |                        | –                   | –                                | –                      | –                    | –                      | 3                     | 2                | –                      | –                      | 3                      | 1                      | 1     | –  | 15  |
| Pays              | Suède                                             | –                     | 1                   | 4                    | 1                     | –                    | –                    | –                               | 8                | –                    | 3                   | –                      |                     | 7                                | 10                     | 12                   | 1                      | –                     | –                | 4                      | –                      | –                      | 7                      | 4     | 10 | 72  |
| Pays              | Finlande                                          | 2                     | –                   | –                    | –                     | –                    | –                    | –                               | 5                | 1                    | –                   | –                      | 10                  |                                  | 3                      | 3                    | –                      | –                     | –                | –                      | –                      | –                      | –                      | –     | –  | 24  |
| Pays              | Danemark                                          | –                     | –                   | –                    | –                     | –                    | –                    | –                               | –                | –                    | 4                   | –                      | –                   | –                                |                        | –                    | –                      | –                     | –                | 1                      | 1                      | –                      | –                      | –     | 1  | 7   |
| Pays              | Bosnie-Herz.                                      | –                     | –                   | 7                    | –                     | 3                    | 7                    | –                               | –                | 3                    | –                   | –                      | 6                   | –                                | 2                      |                      | –                      | –                     | –                | –                      | 3                      | –                      | 2                      | –     | –  | 33  |
| Pays              | Belgique                                          | –                     | 4                   | –                    | –                     | 1                    | –                    | 7                               | –                | –                    | –                   | –                      | 3                   | –                                | 4                      | –                    |                        | 2                     | –                | 10                     | –                      | –                      | –                      | –     | 2  | 33  |
| Pays              | France                                            | –                     | 10                  | –                    | 3                     | 8                    | –                    | –                               | 3                | –                    | 7                   | 10                     | 8                   | 12                               | 5                      | 8                    | 10                     |                       | 6                | –                      | –                      | 4                      | 3                      | 2     | 5  | 104 |
| Pays              | Allemagne                                         | –                     | –                   | 1                    | –                     | 2                    | –                    | 2                               | 1                | –                    | –                   | 3                      | –                   | –                                | –                      | –                    | –                      | –                     |                  | 3                      | 4                      | 1                      | –                      | –     | –  | 17  |
| Pays              | Turquie                                           | –                     | –                   | –                    | –                     | 4                    | 3                    | –                               | –                | 8                    | –                   | –                      | –                   | –                                | –                      | –                    | –                      | 7                     | –                |                        | –                      | 7                      | –                      | –     | –  | 29  |
| Pays              | Malte                                             | 10                    | 12                  | 8                    | 6                     | 10                   | 12                   | 5                               | 7                | 10                   | 10                  | 4                      | 4                   | 2                                | 12                     | 4                    | 7                      | 6                     | 10               | 5                      |                        | –                      | 10                     | 7     | 3  | 164 |
| Pays              | Roumanie                                          | 8                     | –                   | –                    | 8                     | 5                    | –                    | 12                              | –                | 12                   | 8                   | –                      | –                   | –                                | –                      | –                    | –                      | 4                     | 1                | 7                      | 6                      |                        | –                      | –     | –  | 71  |
| Pays              | Slovénie                                          | –                     | 6                   | 2                    | –                     | 7                    | 8                    | –                               | –                | 2                    | –                   | 2                      | –                   | –                                | –                      | 1                    | –                      | 5                     | –                | –                      | –                      | –                      |                        | –     | –  | 33  |
| Pays              | Lettonie                                          | 4                     | 8                   | 10                   | 10                    | 12                   | 2                    | 10                              | 12               | 7                    | 12                  | 8                      | 5                   | 6                                | 7                      | 5                    | 8                      | 8                     | 12               | 6                      | 7                      | –                      | 5                      |       | 12 | 176 |
| Pays              | Lituanie                                          | –                     | –                   | –                    | –                     | –                    | –                    | 4                               | 2                | –                    | –                   | –                      | –                   | –                                | –                      | –                    | –                      | –                     | –                | –                      | –                      | –                      | –                      | 6     |    | 12  |
| Pays              | Le tableau suit l'ordre de passage des candidats. |                       |                     |                      |                       |                      |                      |                                 |                  |                      |                     |                        |                     |                                  |                        |                      |                        |                       |                  |                        |                        |                        |                        |       |    |     |

## Prix Marcel-Bezençon
Ce fut la toute première fois que les prix Marcel-Bezençon furent attribués.
| Catégorie                                   | Pays     | Artiste(s)        | Chanson          | Place | Points |
| ------------------------------------------- | -------- | ----------------- | ---------------- | ----- | ------ |
| Prix de la meilleure performance artistique | Suède    | Afro-dite         | Never Let It Go  | 8     | 72     |
| Prix de la presse                           | France   | Sandrine François | Il faut du temps | 5     | 104    |
| Prix des fans                               | Finlande | Laura Voutilainen | Addicted To You  | 20    | 24     |

## Télédiffuseurs
Pays participants
| Pays               | Télédiffuseur(s)       | Commentateur(s)                      | Porte-parole        |
| ------------------ | ---------------------- | ------------------------------------ | ------------------- |
| Allemagne          | Das Erste              | Peter Urban                          | Axel Bulthaupt      |
| Allemagne          | Deutschlandfunk        | Thomas Mohr                          | Axel Bulthaupt      |
| Autriche           | ORF 1                  | Andi Knoll                           | Dodo Roščić         |
| Autriche           | FM4                    | Stermann & Grissemann                | Dodo Roščić         |
| Belgique           | La Une                 | Jean-Pierre Hautier                  | Geena Lisa Peeters  |
| Belgique           | RTBF La Première       | Laurent Daube & Éric Russon          | Geena Lisa Peeters  |
| Belgique           | VRT TV1                | André Vermeulen & Bart Peeters       | Geena Lisa Peeters  |
| Belgique           | VRT Radio 2            | Julien Put & Michel Follet           | Geena Lisa Peeters  |
| Bosnie-Herzégovine | BHTV1                  | Ismeta Dervoz-Krvavac                | Segmedina Srna      |
| Chypre             | RIK 1                  | Evi Papamichail                      | Melani Steliou      |
| Chypre             | CyBC Radio 2           | Pavlos Pavlou                        | Melani Steliou      |
| Croatie            | HRT 2                  | Ante Batinović                       | Duško Čurlić        |
| Croatie            | HR 2                   | Draginja Balaš                       | Duško Čurlić        |
| Danemark           | DR1                    | Keld Heick                           | Signe Svendsen      |
| Espagne            | TVE1                   | José Luis Uribarri                   | Anne Igartiburu     |
| Espagne            | RNE Radio 1            | Nieves Herrero                       | Anne Igartiburu     |
| Estonie            | ETV                    | Marko Reikop                         | Ilomai Küttim       |
| Estonie            | Raadio 2               | Vello Rand                           | Ilomai Küttim       |
| Finlande           | YLE TV2                | Maria Guzenina & Asko Murtomäki      | Marion Rung         |
| France             | France 3               | Marc-Olivier Fogiel & Dave           | Marie Myriam        |
| France             | France Bleu            | Sébastien Cauet                      | Marie Myriam        |
| Grèce              | ET1                    | Dáfni Bókota                         | Alexis Kostalas     |
| Grèce              | ERA1                   | Giorgos Mitropoulos                  | Alexis Kostalas     |
| Israël             | Télévision Israélienne | pas de commentateur                  | Michal Zoharetz     |
| Israël             | Reshet Gimel           | Daniel Pe’er                         | Michal Zoharetz     |
| Lettonie           | LTV                    | Kārlis Streips                       | Ēriks Niedra        |
| Lituanie           | LRT                    | Darius Užkuraitis                    | Loreta Tarozaitė    |
| Macédoine          | MTV 1                  | Milanka Rašik                        | Biljana Debarlieva  |
| Malte              | PBS                    | John Bundy                           | Yvette Portelli     |
| Roumanie           | TVR1                   | Andreea Demirgian                    | Leonard Miron       |
| Royaume-Uni        | BBC One                | Terry Wogan                          | Colin Berry         |
| Royaume-Uni        | BBC Radio 2            | Ken Bruce                            | Colin Berry         |
| Russie             | Perviy Kanal           | Yuri Aksyuta & Yelena Batinova       | Arina Charapova     |
| Russie             | La Voix de la Russie   | Vadim Dolgachev                      | Arina Charapova     |
| Slovénie           | SLO1                   | Andrea F                             | Nuša Derenda        |
| Suède              | SVT1                   | Claes Åkesson & Christer Björkman    | Kristin Kaspersen   |
| Suède              | SR P3                  | Carolina Norén                       | Kristin Kaspersen   |
| Suisse             | TSR 1                  | Phil Mundwiller                      | Diana Jörg          |
| Suisse             | SF1                    | Sandra Studer                        | Diana Jörg          |
| Suisse             | TSI 2                  | Jonathan Tedesco & Claudio Lazzarino | Diana Jörg          |
| Turquie            | TRT 1                  | Bülend Özveren                       | Meltem Ersan Yazgan |
| Turquie            | TRT Radyo 3            | Ümit Tunçağ                          | Meltem Ersan Yazgan |

Pays relégués
| Pays     | Télédiffuseur(s) | Commentateur(s)       |
| -------- | ---------------- | --------------------- |
| Islande  | Sjónvarpið       | Logi Bergmann Eiðsson |
| Irlande  | RTÉ Two          | Marty Whelan          |
| Irlande  | RTÉ Radio 1      | Gerry Ryan            |
| Norvège  | NRK1             | Jostein Pedersen      |
| Pays-Bas | Nederland 2      | Willem van Beusekom   |
| Pays-Bas | Radio 3FM        | Hijlco Span           |
| Pologne  | TVP 1            | Artur Orzech          |
| Portugal | RTP1             | Eládio Climaco        |